# (25925) Jamesfenska
(25925) Jamesfenska est un astéroïde de la ceinture principale.

## Description
(25925) Jamesfenska est un astéroïde de la ceinture principale. Il fut découvert le 16 février 2001 à Socorro (Nouveau-Mexique) par le projet LINEAR. Il présente une orbite caractérisée par un demi-grand axe de 2,31 UA, une excentricité de 0,09 et une inclinaison de 7,3° par rapport à l'écliptique.

## Compléments